# Кинтеро, Яни
Я́ни Дави́д Кинте́ро Ри́вас (исп. Yani David Quintero Rivas; род. 17 июля 2002, Буэнавентура, Валье-дель-Каука) — колумбийский футболист, полузащитник клуба «Депортес Киндио».

## Клубная карьера
Кинтеро — воспитанник клуба «Университарио Попаян». В 2019 году игрок подписал контракт с «Бока Хуниорс Кали». 3 февраля в матче против «Реал Сантандер» он дебютировал в колумбийской Примере B. В 2020 году Кинтеро перешёл в «Депортес Киндио». 29 сентября в матче против «Боготы» он дебютировал за новый клуб. В 2021 году игрок помог команде выйти в элиту. 18 июля в матче против «Хагуарес де Кордова» он дебютировал в Кубке Мустанга.
В 2022 году Кинтеро перешёл на правах аренды в бразильский «Ред Булл Брагантино». 6 августа 2023 года в матче против «Коритибы» он дебютировал в бразильской Серии A. По окончании аренды игрок вернулся в «Депортес Киндио».

## Международная карьера
В 2019 году в составе юношеской сборной Колумбии Москера принял участие в юношеском чемпионате Южной Америки в Перу. На турнире он сыграл в матчах против команд Аргентины и Парагвая.